# Cordilheira Aleutiana
A Cordilheira Aleutiana é uma importante cordilheira do sudoeste do Alasca, que se estende desde o lago Chakachamna (130 km a sudoeste de Anchorage) até à ilha Unimak, englobando a península do Alasca e a ilha Unimak, na direção das ilhas Aleutas. Inclui todas as montanhas da península. É especialmente significativa pelo grande número de vulcões ativos. A parte continental da cordilheira tem um comprimento de 1000 km; as ilhas Aleutas formam geologicamente uma extensão ocidental a esta cordilheira parcialmente submersa que se estende por mais 1600 km. Porém, a designação oficial «Cordilheira Aleutiana» inclui apenas os picos continentais e os picos da ilha Unimak.
A cordilheira é quase completamente zona virgem e sem estradas, e o Parque e Reserva Nacional Katmai, um grande parque nacional dentro da cordilheira acessível por barco ou avião.
O coração da cordilheira Aleutiana pode dividir-se em três grupos montanhosos. Listadas de sudoeste para nordeste, são:
- Montanhas da península do Alasca e ilha Unimak
- Montanhas Chigmit
- Montanhas Neacola

Principais montanhas:
- Monte Redoubt (3109 m), montanhas Chigmit
- Vulcão Iliamna (3054 m), montanhas Chigmit
- Monte Neacola (2873 m), montanhas Neacola
- Monte Shishaldin (2857 m), ilha Unimak
- Monte Pavlof (2715 m), península do Alasca
- Monte Veniaminof (2508 m), península do Alasca
- Picos Isanotski (2446 m), ilha Unimak
- Monte Denison (2318 m), península do Alasca
- Monte Griggs (2317 m), península do Alasca
- Monte Douglas (2153 m), península do Alasca
- Monte Chiginagak (2134 m), península do Alasca
- Double Peak (2078 m), montanhas Chigmit
- Monte Katmai (2047 m), península do Alasca
- Vulcão Pogromni (2002 m), ilha Unimak